# Zwinność adaptacyjna

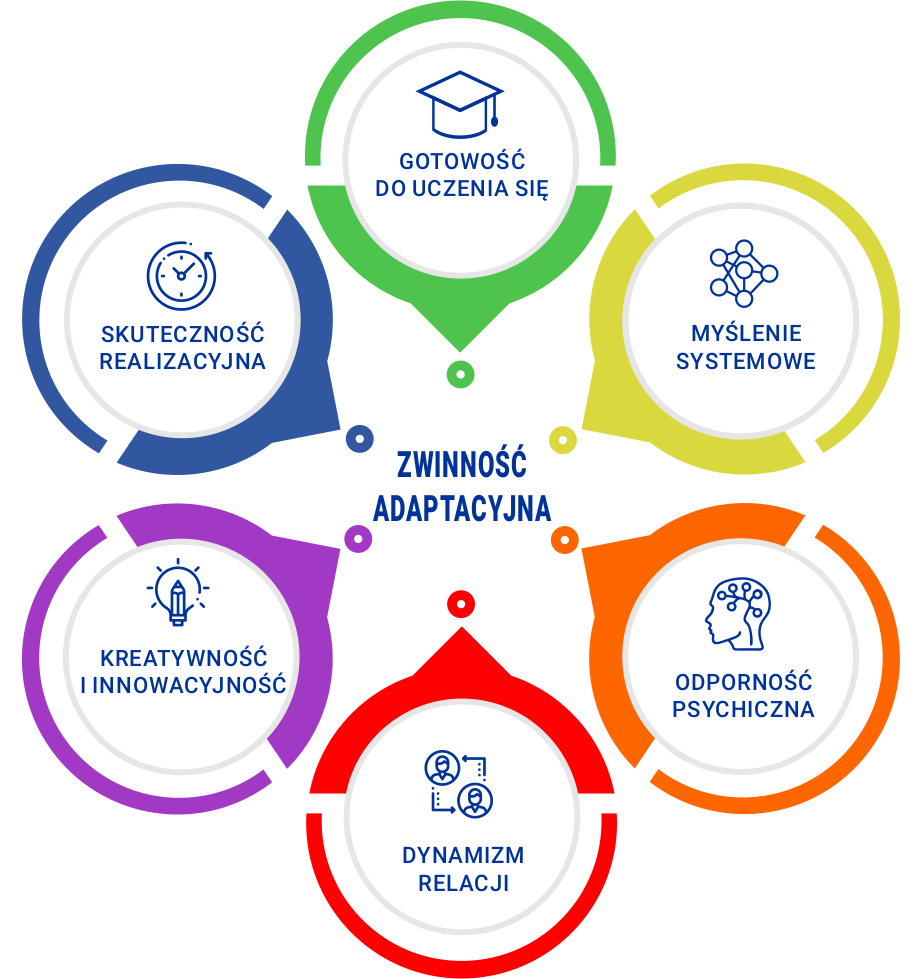
Model zwinności adaptacyjnej

Zwinność adaptacyjna – model kompetencji składający się z połączenia sześciu kluczowych elementów, na które składają się określone umiejętności i postawy, umożliwiające elastyczne dostosowanie się do dynamicznie zmieniających się warunków w jakich działa człowiek, zespół i organizacja.
Wysoki poziom zwinności adaptacyjnej pozwala na właściwą analizę sytuacji, syntetyczne zebranie wielu elementów w logiczną całość, wyciągnięcie właściwych wniosków, znalezienie odpowiednich rozwiązań i podejmowanie szybkich skutecznych działań prowadzących do realizacji obranych celów.

## Elementy zwinności adaptacyjnej
1. Gotowość do uczenia się
2. Myślenie systemowe
3. Odporność psychiczna
4. Dynamizm relacji
5. Kreatywność i innowacyjność
6. Skuteczność realizacyjna

Początkowo model zwinności adaptacyjnej zawierał 5 elementów, jednak zebrane doświadczenia, związane praktycznym wykorzystaniem modelu do oceny oraz rozwoju kompetencji w organizacjach wskazywałny na konieczność wyodrębnienia metakompetencji "odporność psychiczna" jako niezależnego elementu. 